# SM i schack
SM i schack avgörs en gång per år genom turneringar i olika klasser arrangerade av Sveriges Schackförbund. Segraren i Sverigemästarklassen blir svensk mästare.
Svensk lagmästare (i åttamannalag) är segraren av Elitserien, den högsta serien i seriesystemet Allsvenskan. 
Det har utropats Sverigemästare i schack sedan 1917. Före 1939 avgjordes SM genom matchspel:
| År        | Sverigemästare   |
| --------- | ---------------- |
| 1917–1921 | Gustaf Nyholm    |
| 1921      | Anton Olson      |
| 1922–1924 | Gustaf Nyholm    |
| 1924–1929 | Allan Nilsson    |
| 1929–1938 | Gideon Ståhlberg |

Sedan 1939 har schack-SM avgjorts genom turneringsspel:
| År   | Plats        | Sverigemästare                          | Juniormästare (upp till 20 år) | Kadettmästare (upp till 16 år) | Miniormästare (upp till 13 år) | Veteranmästare (60 år eller äldre) | Veteranmästare (50 år eller äldre) | Veteranmästare (65 år eller äldre) | Lagmästare               |
| ---- | ------------ | --------------------------------------- | ------------------------------ | ------------------------------ | ------------------------------ | ---------------------------------- | ---------------------------------- | ---------------------------------- | ------------------------ |
| 1939 | Alingsås     | Gideon Ståhlberg                        |                                |                                |                                |                                    |                                    |                                    |                          |
| 1941 | Göteborg     | Erik Lundin                             |                                |                                |                                |                                    |                                    |                                    |                          |
| 1942 | Östersund    | Erik Lundin                             |                                |                                |                                |                                    |                                    |                                    |                          |
| 1943 | Malmö        | Bengt Ekenberg                          |                                |                                |                                |                                    |                                    |                                    |                          |
| 1944 | Lidköping    | Stig Lundholm                           |                                |                                |                                |                                    |                                    |                                    |                          |
| 1945 | Visby        | Erik Lundin                             |                                |                                |                                |                                    |                                    |                                    |                          |
| 1946 | Motala       | Erik Lundin                             |                                |                                |                                |                                    |                                    |                                    |                          |
| 1947 | Stockholm    | Folke Ekström                           |                                |                                |                                |                                    |                                    |                                    |                          |
| 1948 | Sundsvall    | Folke Ekström                           |                                |                                |                                |                                    |                                    |                                    |                          |
| 1949 | Eskilstuna   | Kristian Sköld                          | Åke Westman                    |                                |                                |                                    |                                    |                                    |                          |
| 1950 | Kristianstad | Kristian Sköld                          | Sven Palmqvist                 |                                |                                |                                    |                                    |                                    |                          |
| 1951 | Halmstad     | Gösta Stoltz                            | Sven Asker                     |                                |                                |                                    |                                    |                                    | Dalarna SF               |
| 1952 | Hålland      | Gösta Stoltz                            | Åke Olsson                     |                                |                                |                                    |                                    |                                    | Wasa SK                  |
| 1953 | Örebro       | Gösta Stoltz                            | Berndt Sehlstedt               |                                |                                |                                    |                                    |                                    | Stockholm Södra SS       |
| 1954 | Helsingborg  | Bengt Hörberg                           | Hans Brodén                    |                                |                                |                                    |                                    |                                    | SS Manhem                |
| 1955 | Södertälje   | Gösta Danielsson                        | Staffan Eriksson               |                                |                                |                                    |                                    |                                    | Stockholm Södra SS       |
| 1956 | Borås        | Åke Stenborg                            | Ralph Halleröd                 |                                |                                |                                    |                                    |                                    | Wasa SK                  |
| 1957 | Stockholm    | Zandor Nilsson                          | Hans-Ove Hålén                 |                                |                                |                                    |                                    |                                    | SK Rockaden (Stockholm)  |
| 1958 | Växjö        | Inge Johansson                          | Ove Kinnmark                   |                                |                                |                                    |                                    |                                    | SK Rockaden (Stockholm)  |
| 1959 | Västerås     | Kristian Sköld                          | Börje Jansson                  |                                |                                |                                    |                                    |                                    | SK Rockaden (Stockholm)  |
| 1960 | Kiruna       | Erik Lundin                             | Karl-Gustaf Dahl               |                                |                                |                                    |                                    |                                    | Stockholm SF             |
| 1961 | Avesta       | Erik Lundin                             | Lars Esselius                  |                                |                                |                                    |                                    |                                    | Stockholm SF             |
| 1962 | Örnsköldsvik | Bengt Ekenberg                          | Rune Litsberger                |                                |                                |                                    |                                    |                                    | Stockholm SF             |
| 1963 | Karlskrona   | Kristian Sköld                          | Lars Gösta Cederquist          |                                |                                |                                    |                                    |                                    | Wasa SK                  |
| 1964 | Stockholm    | Erik Lundin                             | Jan Sibe                       |                                |                                |                                    |                                    |                                    | Östergötland SF          |
| 1965 | Falköping    | Zandor Nilsson                          | Lennart Liljedahl              |                                |                                |                                    |                                    |                                    | Lunds ASK                |
| 1966 | Malmö        | Martin Johansson                        | Gert Svensson                  |                                |                                |                                    |                                    |                                    | Lunds ASK                |
| 1967 | Stockholm    | Rolf Martens                            | Axel Ornstein                  |                                |                                |                                    |                                    |                                    | Lunds ASK                |
| 1968 | Norrköping   | Börje Jansson                           | Anders Wirgren                 |                                |                                |                                    |                                    |                                    | Wasa SK                  |
| 1969 | Sundsvall    | Ulf Andersson/Börje Jansson/ Åke Olsson | Jaan Eslon                     |                                |                                |                                    |                                    |                                    | Wasa SK                  |
| 1970 | Nässjö       | Börje Jansson                           | Konstanty Kaiszauri            |                                |                                |                                    |                                    |                                    | Lunds ASK                |
| 1971 | Eskilstuna   | Sven-Göran Malmgren                     | Anders Larsson                 |                                |                                |                                    |                                    |                                    | Stockholm Södra SS       |
| 1972 | Skellefteå   | Axel Ornstein                           | Roland Ekström                 |                                |                                |                                    |                                    |                                    | Lunds ASK                |
| 1973 | Bollnäs      | Axel Ornstein                           | Caspar Carleson                |                                |                                |                                    |                                    |                                    | Upsala ASS               |
| 1974 | Lund         | Magnus Wahlbom                          | Anders Wengholm                |                                |                                |                                    |                                    |                                    | Wasa SK                  |
| 1975 | Göteborg     | Axel Ornstein                           | Dan Cramling                   |                                |                                |                                    |                                    |                                    | Solna SS                 |
| 1976 | Motala       | Harry Schüssler                         | Gösta Svenn                    |                                |                                |                                    |                                    |                                    | Lunds ASK                |
| 1977 | Stockholm    | Axel Ornstein                           | Michael Wiedenkeller           |                                |                                |                                    |                                    |                                    | Lunds ASK                |
| 1978 | Degerfors    | Nils-Gustaf Renman och Harry Schüssler  | Anders Lundin                  |                                |                                |                                    |                                    |                                    | Lunds ASK                |
| 1979 | Borås        | Lars-Åke Schneider                      | Göran Marklund                 |                                |                                |                                    |                                    |                                    | Solna SS                 |
| 1980 | Luleå        | Nils-Gustaf Renman                      | Peter Fransson                 |                                |                                |                                    |                                    |                                    | SK Rockaden (Stockholm)  |
| 1981 | Ystad        | Dan Cramling                            | Ferdinand Hellers              |                                |                                |                                    |                                    |                                    | SK Kamraterna (Göteborg) |
| 1982 | Gävle        | Lars-Åke Schneider                      | Hans Jonsson                   |                                |                                |                                    |                                    |                                    | SK Rockaden (Stockholm)  |
| 1983 | Karlskrona   | Lars-Åke Schneider                      | Per Thorén                     |                                |                                |                                    |                                    |                                    | Limhamns SK              |
| 1984 | Linköping    | Axel Ornstein                           | Richard Wessman                |                                |                                |                                    |                                    |                                    | SK Rockaden (Stockholm)  |
| 1985 | Uppsala      | Ralf Åkesson                            | Rikard Winsnes                 | Teodor Hellborg                |                                |                                    |                                    |                                    | SK Rockaden (Stockholm)  |
| 1986 | Malmö        | Lars-Åke Schneider                      | Richard Wessman                | Stefan Solbrand                |                                |                                    |                                    |                                    | SK Rockaden (Stockholm)  |
| 1987 | Stockholm    | Axel Ornstein                           | Pontus Sjödahl                 | Anders Burman                  |                                |                                    |                                    |                                    | Wasa SK                  |
| 1988 | Norrköping   | Axel Ornstein                           | Per Vernersson                 | Mikael Jonsson                 |                                |                                    |                                    |                                    | Wasa SK                  |
| 1989 | Sundsvall    | Jan Johansson                           | Jonas Barkhagen                | Michael Wiander                |                                |                                    |                                    |                                    | Wasa SK                  |
| 1990 | Göteborg     | Michael Wiedenkeller                    | Anton Åberg                    | Erik Hedman                    |                                |                                    |                                    |                                    | Wasa SK                  |
| 1991 | Helsingborg  | Stellan Brynell                         | Johan Hellsten                 | Martin Nilsson                 |                                |                                    |                                    |                                    | Wasa SK                  |
| 1992 | Borlänge     | Lars Karlsson                           | Johan Eriksson                 | Johan Upmark                   |                                |                                    |                                    |                                    | SK Rockaden (Stockholm)  |
| 1993 | Lindesberg   | Thomas Ernst                            | Mikael Jonsson                 | Robert Wikström                |                                |                                    |                                    |                                    | SK Rockaden (Stockholm)  |
| 1994 | Haparanda    | Richard Wessman                         | Erik Hedman                    | Tommy Andersson                |                                |                                    |                                    |                                    | SK Rockaden (Stockholm)  |
| 1995 | Borlänge     | Lars Degerman                           | Erik Malmstig                  | Björn Lundberg                 |                                |                                    |                                    |                                    | SK Rockaden (Stockholm)  |
| 1996 | Lidköping    | Robert Åström                           | Dennis Rylander                | Jonas Morin                    |                                |                                    |                                    |                                    | SK Rockaden (Stockholm)  |
| 1997 | Haninge      | Lars Degerman                           | Joel Åkesson                   | Nissim Laksman                 |                                |                                    |                                    |                                    | SK Rockaden (Stockholm)  |
| 1998 | Ronneby      | Evgenij Agrest                          | Anders Olsson                  | Fredrik Holmberg               |                                |                                    |                                    |                                    | SK Rockaden (Stockholm)  |
| 1999 | Lidköping    | Ralf Åkesson                            | Dennis Rylander                | Ulf Hammar                     | Anton Frisk Kockum             |                                    |                                    |                                    | Sollentuna SK            |
| 2000 | Örebro       | Tom Wedberg                             | Anders Olsson                  | Erik Jacobson                  | Drazen Dragicevic              |                                    |                                    |                                    | Sollentuna SK            |
| 2001 | Linköping    | Evgenij Agrest                          | Jonas Eriksson                 | Marta Nesterow                 | Drazen Dragicevic              |                                    |                                    |                                    | SK Rockaden (Stockholm)  |
| 2002 | Skara        | Jonny Hector                            | Hans Tikkanen                  | Mikael Andersson Fraenkel      | Christopher Lissäng            |                                    |                                    |                                    | Sollentuna SK            |
| 2003 | Umeå         | Evgenij Agrest                          | Kezli Ong                      | Adam Blomqvist                 | Inna Agrest                    |                                    |                                    |                                    | Sollentuna SK            |
| 2004 | Göteborg     | Evgenij Agrest                          | Bo Lindberg                    | Gustav Hedén                   | Markus Anderljung              | Börje Jansson                      |                                    |                                    | SK Rockaden (Stockholm)  |
| 2005 | Göteborg     | Stellan Brynell                         | Rauan Sagit                    | Linus Centerström              | Eric Vaarala                   | Ralph Halleröd                     |                                    |                                    | SK Rockaden (Stockholm)  |
| 2006 | Göteborg     | Johan Hellsten                          | Axel Smith                     | Martin Alarik                  | Carl Eidenert                  | Ralph Halleröd                     |                                    |                                    | Sollentuna SK            |
| 2007 | Stockholm    | Tiger Hillarp Persson                   | Nils Grandelius                | Simon Hänninger                | Martin Lundberg                | Bo Kyhle                           |                                    |                                    | Sollentuna SK            |
| 2008 | Växjö        | Tiger Hillarp Persson                   | Simon Hänninger                | Erik Thörn                     | Linus Johansson                | Bo Plato                           |                                    |                                    | SK Rockaden (Stockholm)  |
| 2009 | Kungsör      | Emanuel Berg                            | Arash Abdollah Zadeh           | Harald-Berggren Torell         | Sam Kassani                    | Nils Åke Malmdin                   |                                    |                                    | SK Rockaden (Stockholm)  |
| 2010 | Lund         | Emanuel Berg                            | Jonathan Westerberg            | Frans Dahlstedt                | Tom Rydström                   | Bengt Hammar                       |                                    |                                    | Team Viking              |
| 2011 | Västerås     | Hans Tikkanen                           | Eric Vaarala                   | Mattis Olofsson-Dolk           | Martin Jogstad                 | Nils Åke Malmdin                   |                                    |                                    | Lunds ASK                |
| 2012 | Falun        | Hans Tikkanen                           | Philip Lindgren                | Joar Ölund                     | Joakim Mörling                 | Bengt Hammar                       |                                    |                                    | Team Viking              |
| 2013 | Örebro       | Hans Tikkanen                           | Carl Cederstam-Barsk           | Martin Jogstad                 | Lisa Fredholm                  | Jan-Olov Lind                      |                                    |                                    | Limhamns SK              |
| 2014 | Borlänge     | Daniel Semcesen                         | Joar Ölund                     | Joakim Mörling                 | Klemens Ng                     | Nils-Åke Malmdin                   |                                    |                                    | SK Rockaden (Stockholm)  |
| 2015 | Sunne        | Nils Grandelius                         | Joakim Mörling                 | Isak Storme                    | Ludvig Carlsson                | Lars Blomström                     |                                    |                                    | Team Viking              |
| 2016 | Uppsala      | Erik Blomqvist                          | Martin Jogstad                 | Santiago Grueso Cordoba        | Gabriel Nguyen                 | Åke Westin                         |                                    |                                    | SK Rockaden (Stockholm)  |
| 2017 | Stockholm    | Hans Tikkanen                           | Jung Min Seo                   | Leo Crevatin                   | Gustav Törngren                |                                    | Luis Couso                         | Nils-Åke Malmdin                   | Team Viking              |
| 2018 | Ronneby      | Hans Tikkanen                           | Kaan Kücüksarı                 | Jacob Jönsson                  | Arvin Rasti                    |                                    | Dan Cramling                       | Juan Bellon                        | Malmö AS                 |
| 2019 | Eskilstuna   | Erik Blomqvist                          | Isak Storme                    | Gabriel Nguyen                 | Axel Falkevall                 |                                    | Krister Lagerborg                  | Juan Bellon                        | Lunds ASK                |
| 2020 | Helsingborg  | Inställt                                | Inställt                       | Inställt                       | Inställt                       | Inställt                           | Inställt                           | Inställt                           | Stockholms SS            |
| 2021 | Helsingborg  | Jung Min Seo                            | Ludvig Carlsson                | Inställt                       | Inställt                       | Inställt                           | Inställt                           | Inställt                           | SK Rockaden (Stockholm)  |
| 2022 | Uppsala      | Jonny Hector                            | William Olsson                 | Sebastian Persson              | Oscar Morell                   |                                    | Håkan Svensson                     | Björn Gillefalk                    | Stockholms SS            |
| 2023 | Helsingborg  | Vitalij Sivuk                           | Joar Östlund                   | Lavinia Valcu                  | Rohan Gore                     |                                    | Max Wahlund                        | Per Söderberg                      | SK Rockaden (Stockholm)  |
| 2024 | Växjö        | Vitalij Sivuk                           | Axel Falkevall                 | Melvin Ral Lustig              | Svante Nödtveidt               |                                    | Bengt Lindberg                     | Kaj Engström                       | SK Rockaden (Stockholm)  |
| 2025 | Uppsala      |                                         |                                |                                |                                |                                    |                                    |                                    |                          |

Från och med 2017 års mästerskap är den tidigare veteranklassen för åldrarna 60+ ersatt med en veteranklass för åldrarna 50+, samt en veteranklass för åldrarna 65+.
SM 2020 ställdes in på grund av coronaviruspandemin. I SM 2021 spelades endast tre klasser på grund av coronaviruspandemin. Klasserna var Sverigemästarklassen, Mästarklassen-Elit och junior-SM. 

## Svenka korrespondensschackmästare
1. Bertil Sundberg (1938-1939)
2. Hilding Brynhammar (1940-1941)
3. Folke Ekström (1941-1942)
4. Harald Malmgren (1942-1943)
5. Bertl Sundberg (1943-1944)
6. Hilding Brymhammar (1944-1945)
7. Ake Lundqvist (1945-1947)
8. Bertil Sundberg (1947-1948)
9. Stig Lundholm (1948-1949)
10. Martin Johansson (1949-1950)
11. Olle Smith (1950-1951)
12. Gunnar Eidenfeldt (1951-1952)
13. Egon Arvidsson (1952-1954)
14. Manne Joffe (1954-1955)
15. Willy Pettersson (1955-1956)
16. Olle Smith (1956-1957)
17. Bertil Wikström (1957-1958)
18. Bertil Andersson (1958-1959)
19. Harry Ahman (1959-1960)
20. Thore Nättorp (1960-1961)
21. Harry Ahman (1961-1962)
22. Martin Johansson (1962-1963)
23. John Ljungdahl (1963-1964)
24. Folke Ekström (1964-1965)
25. Artur Mellgren (1965-1966)
26. Eric Nordström (1966-1967)
27. Hans Ek (1967-1968)
28. Bertil Wikström (1968-1969)
29. Harry Runström (1969-1970)
30. Bertil Wikström (1970-1971)
31. Folke Ekström (1971-1972)
32. Arne Bryntse (1972-1973)
33. Rune Averby (1973-1974)
34. Bo Hernod (1974-1975)
35. Eric Nordström (1975-1976)
36. Bengt Hammar (1976-1977)
37. Ulf Svensson (1977-1978)
38. Ingemar Schütz (1978-1979)
39. Taisto Varjomaa (1979-1980)
40. Hasse Mineur (1980-1981)
41. Bertil Wikström (1981-1982)
42. Thomas Welin (1982-1983)
43. Pavel Lacko (1983-1984)
44. Hakan Rothen (1984-1985)
45. Lars Enterfeld (1985-1986)
46. Matts Andersson (1986-1987)
47. Lennart Rydholm (1987-1988)
48. Johnny Becker (1988-1890)  [3]
49. Stefan Winge (1989-1991)  [4]
50. Rune Holmberg (1990-1992)  [5]
51. Mats Lindgren (1991-1993)  [6]
52. Robert Callergard (1992-1994)  [7]
53. Franko Lukez (1993-1995)  [8]
54. Arne Bjuhr (1994-1996)  [9]
55. Daniel Ronneland (1995-1997)  [10]
56. Niclas Hjelm (1996-1998)  [11]
57. Rune Degerhammar (1997-2000)  [12]
58. Conny Persson (1999-2001)  [13]
59. Dan Olofson (2001-2003)  [14]
60. Sebastian Nilsson (2003-2005)  [15]
61. Bo Lindström (2005-2008)  [16]
62. Eric Bagger (2007-2010)  [17]
63. Björn Fagerström (2009-2011)  [18]
64. Ludvig Sandström (2011-2013)  [19]
65. Leif Rosén (2013-2015)  [20]
66. Sonny Colin (2015-2017)  [21]

## Svenska mästare i blixt och snabbschack
| År   | Ort       | Blixt       | Snabbschack     |
| ---- | --------- | ----------- | --------------- |
| 2024 | Lidköping | Vidar Grahn | Hampus Sörensen |